# Lycée d'Otaniemi
Le lycée d'Otaniemi (finnois : Otaniemen lukio) est un lycée à mission spécifique situé dans le quartier d'Otaniemi à Espoo en Finlande.

## Présentation
Le lycée d'Otaniemi est un lycée de plus d'un millier d'élèves qui a commencé ses activités à l'automne 2019 à Otaniemi,. 
Il fonctionne sur le campus de l'Université Aalto dans le bâtiment de l'ancien siège de Tieto. 
Le lycée a été fondé par la fusion de deux lycées d'Espoo, le lycée de Tapiola-Nord et le lycée d'Olari,.  
Le lycée d'Otaniemi propose des études secondaires dans trois filières: filière générale, filière de mathématiques et de sciences naturelles et filière de théâtre et de médias.  
En 2018, un total de 825 élèves étudiaient dans les lycées qui ont composé le lycée d'Otaniemi.  
Depuis, le nombre d'élèves continue d'augmenter puisque, par exemple, 340 nouveaux élèves ont été admis au lycée pour la rentrée 2019.  
Le nombre d'étudiants sélectionné à la rentée 2020 était de 1 018. 
En 2020, l'admission au lycée d'Otaniemi exigeait une note moyenne relativement élevée au certificat final d'études secondaires (9,31 pour la ligne générale, il y avait 232 places de départ à postuler). 
Selon cette métrique, le lycée était l'un des lycées les plus côtés de Finlande,.

## Filière Mathématiques et sciences naturelles (MaLu)
La filière mathématiques et sciences naturelles (MaLu) du lycée d'Otaniemi a une mission pédagogique spéciale en mathématiques et sciences naturelles donnée par le ministère de l'Éducation et de la Culture.  
Le lycée s'est également vu attribuer une mission de développement national, dont le but est de développer et de diffuser les méthodes pédagogiques, la culture opérationnelle et les environnements d'apprentissage liés aux sciences.  
Les étudiants sélectionnés pour le programme étudient au moins 30 cours dans des matières mathématiques et de sciences naturelles. 
En 2020, 72 nouveaux étudiants ont commencé dans la filière MaLu. 

## Ligne de théâtre et de médias (TeMe)
Le lycée a une filière spécialisée dans l'enseignement du théâtre et des médias (TeMe), pour laquelle 25 élèves sont sélectionnés chaque année sur la base de critères de candidature distincts.  
Les activités de la filière comprennent des productions théâtrales et la filières décerne des diplômes nationaux de théâtre et de médias.